# Хановер (Мичиген)
Хановер (енгл. Hanover) град је у америчкој савезној држави Мичиген.

## Демографија
По попису из 2010. године број становника је 441, што је 17 (4,0%) становника више него 2000. године.
| Група             | 2000.       | 2010.       |
| Белци             | 419 (98,8%) | 413 (93,7%) |
| Афроамериканци    | 4 (0,9%)    | 4 (0,9%)    |
| Азијати           | 0 (0,0%)    | 0 (0,0%)    |
| Хиспаноамериканци | 0 (0,0%)    | 19 (4,3%)   |
| Укупно            | 424         | 441         |